# Låset
Låset är en ö nära Högsar i Nagu,  Finland. Den ligger i Skärgårdshavet i Pargas stad i den ekonomiska regionen  Åboland i landskapet Egentliga Finland, i den sydvästra delen av landet. Ön ligger omkring 4 kilometer öster om Högsar, 4 kilometer söder om Nagu kyrka, 37 kilometer sydväst om Åbo och omkring 170 kilometer väster om Helsingfors. Närmaste allmänna förbindelse är förbindelsebryggan vid Ytterstholm som trafikeras av M/S Cheri.
Öns area är 1,1 hektar och dess största längd är 240 meter i sydöst-nordvästlig riktning.